# Carros (franquia)
Carros é uma série de filmes animados em CGI e franquia de mídia da Disney que se passa em um mundo povoado por veículos antropomórficos criados por John Lasseter. A franquia começou com o filme Carros 2006, produzido pela Pixar e lançado pela Walt Disney Pictures. O filme foi seguido por uma sequência em 2011. Um terceiro filme foi lançado em 2017. O extinto Disneytoon Studios produziu os dois filmes spin-off Planes (2013) e Planes: Fire & Rescue (2014).
Os primeiros dois filmes de Carros foram dirigidos por Lasseter, então diretor de criação da Pixar, Walt Disney Animation Studios e Disneytoon Studios, enquanto Carros 3 foi dirigido por Brian Fee, um artista de storyboard nos episódios anteriores. Lasseter foi produtor executivo dos filmes Carros 3 e Aviões . Juntos, os três primeiros filmes Carros acumularam mais de US$1,4 bilhão em receita de bilheteria em todo o mundo, enquanto a franquia acumulou mais de US$10 bilhões em vendas de merchandising nos primeiros 5 anos.

## História
A franquia Cars começou com o filme de 2006 da Pixar, Cars. O filme foi o menos bem recebido da Pixar pelos críticos com 75% no Rotten Tomatoes, até que a sequência foi lançada e recebeu 39%. Carros 3 recebeu 69%, uma grande melhoria em relação ao segundo filme.
O curta Mater and the Ghostlight foi lançado como um extra no DVD Cars em 7 de novembro de 2006. Uma série de curtas chamada Cars Toons foi produzida e exibida no Disney Channel para manter o interesse. A marca vendeu quase US$10 bilhões em mercadorias na época do lançamento de Cars 2.
Em 2007, o evento Cars Four Wheels Rally foi inaugurado na Disneyland Paris.
No verão de 2012, a área temática Cars Land de 12 acres foi inaugurada no Disney California Adventure em Anaheim como o principal componente da renovação do parque de US$ 1 bilhão.
Em 8 de outubro de 2015, a Disney e a Pixar anunciaram que Cars 3 seria lançado em 16 de junho de 2017.

## Série de filmes

### Carros(2006)
Carros é o sétimo filme da Pixar. A história é sobre um carro de corrida novato, Lightning McQueen (Owen Wilson), que se perde no caminho para a Califórnia para uma corrida de desempate na Piston Cup, uma corrida famosa no mundo todo, e acaba em uma pequena cidade chamada Radiator Springs na Rota 66, que havia sido esquecido porque a Interestadual foi construída. Ele acidentalmente destrói a estrada e é condenado a consertá-la. Durante seu tempo, ele faz tombamento de trator com seu novo melhor amigo Mater (Larry the Cable Guy) e sai em um passeio com sua namorada Sally Carrera (Bonnie Hunt).
Depois que Lightning conserta a estrada, Doc Hudson (Paul Newman) não o quer mais na cidade, então ele chama a equipe de notícias para levar Lightning para Los Angeles, mas não demorou muito para Doc perceber o quanto ele ajudou Radiator Springs, então ele volta a ser o Hudson Hornet e se torna o chefe da equipe de McQueen, enquanto a maioria do pessoal de Radiator Springs se torna sua equipe de pit. Lightning está prestes a vencer a corrida, mas ajuda The King (Richard Petty) a cruzar a linha de chegada depois que Chick Hicks (Michael Keaton) o faz cair. Chick vence a Piston Cup após ficar em terceiro na última volta, mas depois é vaiado por todos como punição, enquanto Lightning recebe elogios por seu bom comportamento.
Apesar de sua perda, Lightning é oferecido para ser o novo rosto de Dinoco, mas ele recusa e decide ficar com Rusteze. Ele, no entanto, providencia para que Mater viaje no helicóptero Dinoco como Lightning prometeu. O filme termina com McQueen montando seu quartel-general em Radiator Springs, colocando-o de volta no mapa.

### Carros 2(2011)
Carros 2 é o décimo segundo filme da Pixar. A história é sobre Lightning McQueen competindo no primeiro Grand Prix Mundial, uma corrida de três etapas no Japão, Itália e Inglaterra que determinará o carro de corrida mais rápido do mundo. Seu rival na corrida é o carro italiano de Fórmula 1, Francesco Bernoulli (John Turturro). Ao longo do caminho, Mater é confundido com um espião pelo carro espião britânico Finn McMissile (Michael Caine), e se apaixona pela agente júnior Holley Shiftwell (Emily Mortimer).
Os três descobrem um complô para sabotar a corrida liderada pelo professor Zündapp (Thomas Kretschmann) e um grupo de carros limões, incluindo Grem (Joe Mantegna) e Acer (Peter Jacobson). Quando a corrida chega ao fim na Inglaterra, Mater descobre que Miles Axlerod (Eddie Izzard) é o cérebro por trás da trama para sabotar a corrida, já que ele começou em primeiro lugar e pretendia que carros em todos os lugares funcionassem a óleo como vingança pela reputação dos limões de serem "os carros mais perdedores da história", o que implica que Axlerod também é um limão.
Com a trama frustrada e os vilões derrotados, Mater é nomeado cavaleiro pela Rainha do Reino Unido (Vanessa Redgrave) e uma nova corrida é realizada em Radiator Springs. Mater é oferecido para se juntar a McMissile e Shiftwell em outra missão, mas ele escolhe ficar em Radiator Springs. Ele, entretanto, consegue manter os motores de foguete que adquiriu enquanto os dois agentes decolam em Siddeley (Jason Isaacs), o jato espião britânico.

### Carros 3(2017)
Carros 3 é o décimo oitavo filme da Pixar. A história se concentra em Lightning McQueen, que lida com uma nova geração de carros de corrida dominando o mundo das corridas. Jackson Storm (Armie Hammer) é um arrogante piloto de alta tecnologia que lidera a próxima geração. Quando todos começam a perguntar se ele pode se aposentar, McQueen luta para acompanhar esses pilotos e, durante a corrida final da temporada, ele sofre um acidente horrível.
Quatro meses depois, um McQueen em recuperação lamenta o falecido Doc Hudson e viaja para o novo Rusteze Racing Center, agora sob a gestão de Sterling (Nathan Fillion). Ele designa Cruz Ramirez (Cristela Alonzo) para treiná-lo no simulador, que McQueen acidentalmente destrói após perder o controle. Os métodos de treinamento pouco convencionais de Cruz e a falta de experiência em corridas irritam McQueen, enquanto eles correm em praias e em um derby de demolição. Cruz revela que sempre quis ser competidora, mas nunca encontrou confiança para isso. Em Thomasville, eles encontram o antigo chefe da equipe de Doc, Smokey (Chris Cooper), que treina McQueen e explica a ele que Doc encontrou a felicidade em ser seu mentor. Os métodos de treinamento de Smokey inspiram Cruz também.
No Florida 500, McQueen começa a correr, mas se lembra dos sonhos de corrida de Cruz e a faz tomar seu lugar na corrida. Usando o que aprendeu na estrada, Cruz encontrou confiança para alcançar Storm. Ela vence a corrida junto com McQueen e começa a correr pela Dinoco, cujo dono, Tex, compra a Rusteze. Sob a marca Dinoco-Rusteze, Cruz se torna um piloto, ostentando # 51 e McQueen decide continuar correndo, com uma nova pintura em memória do Fabulous Hudson Hornet, mas treina Cruz primeiro.

### Futuro
Em relação a um possível Cars 4, os produtores de Cars 3 Kevin Reher e Andrea Warren disseram ao Cinema Blend que "Se há uma boa história para contar, quero dizer, nossas cabeças meio que quebram depois de terminar este, tipo, meu Deus, o que você poderia fazer além aventuras de? Mas como qualquer sequência, de Toy Story 4 a Incríveis, desde que haja uma boa história para contar, vale a pena investir; nós amamos esses personagens, nós os amamos tanto quanto o público." Sobre qual personagem seria o protagonista principal do filme, Reher e Warren afirmaram que "se Cruz é um personagem emergente, meio como Mater foi", "ela [estaria] envolvida em um 4 ". Owen Wilson declarou em um evento para a imprensa do Cars 3 que possíveis histórias foram discutidas para o Cars 4, embora ele pessoalmente gostaria que um quarto filme do Cars investigasse aspectos do gênero thriller, semelhantes a Cars 2. Em entrevista ao Screen Rant, Lea Delaria expressou interesse em reprisar seu papel como Miss Fritter ao promover o lançamento do curta-metragem Miss Fritter's Racing Skoool com o DVD Cars 3 e lançamento em Blu-ray.
Em 10 de dezembro de 2020, a Pixar anunciou que uma nova série de animação baseada em Carros seria lançada no Disney+ no outono de 2022. O show verá Lightning McQueen e Mater viajando juntos em uma viagem.

## Séries de televisão

### Cars Toons: Mater's Tall Tales(2008-12)
Mater's Tall Tales é uma série de curtas-metragens animados ou Cars Toons apresentando os personagens Mater e Lightning McQueen da franquia Cars. Os três primeiros curtas estreou em 2008 na Toon Disney, Disney Channel e ABC Family. Não exclusivos da televisão, os episódios também foram lançados em DVD/Blu-rays ou como curta-metragem para cinema. Um total de 11 episódios foram lançados, sendo "Time Travel Mater" (2012) o mais recente.
Todos os curtas da série seguem a mesma fórmula de contos de fadas: Mater conta a história de algo que fez no passado. Quando Lightning questiona Mater sobre se os eventos da história realmente ocorreram (ou em alguns episódios pergunta o que ele fez a seguir), Mater sempre afirma que Lightning também está envolvido e continua a história incluindo a participação repentina de Lightning. Os curtas terminam com Mater saindo de cena, muitas vezes seguido por personagens ou referências à história que estava sendo contada, sugerindo que a história pode ser real.

### Cars Toons: Tales from Radiator Springs(2013–14)
Tales from Radiator Springs é uma série de curtas-metragens de animação ou Cars Toons . Os três primeiros episódios de dois minutos - "Hiccups", "Bugged" e "Spinning" - estrearam em 22 de março de 2013 no Disney Channel e estão disponíveis online desde 24 de março de 2013. Um quarto curta da série, intitulado "The Radiator Springs 500 ½", foi lançado na primavera de 2014 no serviço de cinema digital Disney Movies Anywhere. Estreou em 1º de agosto de 2014 no Disney Channel. O curta tem um tempo de execução de 6 minutos, em vez dos habituais dois minutos de duração.

### Carros: Na Estrada(2022)
Série de animação estrelada por Lightning McQueen e Mater enquanto viajam pelo país e encontram amigos, novos e antigos. A série lançada em 2022 está disponível no Disney+.

## Curtas-metragem

### Mater and the Ghostlight(2006)
Mater and the Ghostlight é um curta-metragem animado por computador da Pixar de 2006 criado para o DVD de Carros, lançado em 25 de outubro de 2006, na Austrália e nos Estados Unidos em 7 de novembro de 2006. O curta, ambientado no mundo dos Carros, conta a história de Mater sendo assombrado por uma misteriosa luz azul .

### Miss Fritter's Racing Skoool(2017)
Miss Fritter's Racing Skoool é um curta-metragem animado por computador da Pixar 2017 criado para Blu-ray, 4K Ultra HD e DVD de Cars 3, que foi lançado nos Estados Unidos em 7 de novembro de 2017. O curta, ambientado no mundo dos carros, segue os "depoimentos cegos dos Crazy 8's, divulgando o impacto transformador da Escola de Corrida de Miss Fritter na reformulação da direção de suas vidas".

### Dancing with the Cars(2021)
Em dezembro de 2020, um curta-metragem intitulado Dancing with the Cars foi anunciado para ir ao ar em 22 de janeiro de 2021, como parte da série Pixar Popcorn do Disney+.

### Unparalleled Parking (2021)
Em dezembro de 2020, um curta-metragem intitulado Unparalleled Parking foi anunciado para ir ao ar em 22 de janeiro de 2021, como parte da série Pixar Popcorn do Disney+.

## Spin-offs
Em 2013, o Disneytoon Studios, agora extinta empresa irmã da Pixar, lançou um filme spin-off ambientado no mundo dos Carros, intitulado Planes, apresentando aviões como personagens principais. O filme foi seguido por uma sequência intitulada Planes: Fire & Rescue em 2014. Além de um spin-off da série Planes sobre o futuro da aviação no espaço sideral, o estúdio também estava planejando vários outros filmes spin-off com barcos, trens e outros veículos, mas esses planos nunca foram concretizados devido ao fechamento do Disneytoon Studios em 28 de junho de 2018.

### Aviões(2013)
Planes é um filme spin-off de Cars animado por computador produzido pela Disneytoon Studios. O primeiro filme de uma trilogia planejada onde os personagens principais são aviões, o filme foi lançado nos cinemas pela Walt Disney Pictures em 9 de agosto de 2013. O filme foi dirigido por Klay Hall e produzido por John Lasseter. No filme, Dusty Crophopper, um avião poluidor de grãos de uma pequena cidade, segue seus sonhos ao competir em uma corrida aérea mundial, apesar de seu medo de altura.

### Aviões: Fogo e Resgate(2014)
Uma sequência, intitulada Planes: Fire & Rescue, foi lançada nos cinemas em 18 de julho de 2014. Este filme também é produzido pela Disneytoon Studios. Bobs Gannaway, co-desenvolvedor de Jake and the Never Land Pirates e Mickey Mouse Clubhouse, e codiretor de Mickey Mouse Works e Secret of the Wings, dirigiu o filme. Lasseter novamente atuou como produtor executivo. No filme, Dusty é agora um piloto de corrida aéreo mundialmente famoso, mas descobre que nunca mais poderá correr devido a um problema no motor. Após acidentalmente iniciar um incêndio, Dusty decide se tornar um bombeiro e treina no Piston Peak Air Attack.

### Filme spin-off de Aviõescancelados
Em julho de 2017, na D23 Expo, John Lasseter anunciou que um filme spin-off da série Planes iria explorar o futuro da aviação no espaço sideral. O filme tinha data de lançamento para 12 de abril de 2019. Em 1º de março de 2018, ele foi removido da programação de lançamento. Em 28 de junho de 2018, o Disneytoon Studios foi fechado, encerrando o desenvolvimento do filme.

### Vitaminamulch: Air Spectacular(2014)
Um curta-metragem de aviões intitulado Vitaminamulch: Air Spectacular foi lançado em DVD e Blu-ray de Planes: Fire & Rescue. Foi dirigido por Dan Abraham e produzido executivo por John Lasseter. No curta, Dusty Crophopper e Chug precisam substituir dois temerários em um show aéreo que Leadbottom está apresentando. Sem sucesso a princípio, Dusty e Chug acidentalmente iniciam uma série de eventos que capturam a atenção do público, terminando por fim a façanha.

## Recepção

### Desempenho de bilheteria
Ganhando mais de US$ 1,7 bilhão, Carros, incluindo seus filmes spin-off de Planos , é a décima franquia de animação de maior bilheteria.
Em seu fim de semana de estreia, o Cars original arrecadou $60.119.509 em 3.985 cinemas nos Estados Unidos, ocupando o primeiro lugar nas bilheterias. Nos Estados Unidos, o filme manteve o primeiro lugar por duas semanas antes de ser ultrapassado por Click e, em seguida, por Superman Returns no fim de semana seguinte. Ele arrecadou $461.983.149 em todo o mundo (número seis do ranking em filmes de 2006) e $244.082.982 nos Estados Unidos (o terceiro filme de maior bilheteria de 2006 no país, atrás de Piratas do Caribe: Baú da Morte e Noite no Museu) . Foi o filme de animação de maior bilheteria de 2006 nos Estados Unidos, mas perdeu para a Idade do Gelo: The Meltdown no total mundial.
Carros 2 ganhou $191.452.396 nos Estados Unidos e Canadá e $368.400.000 em outros territórios, para um total mundial de $559.852.396. Em todo o mundo em seu fim de semana de inauguração, arrecadou $109,0 milhões, marcando o maior fim de semana de abertura de um título de animação de 2011.

### Prêmios e indicações
Os Carros tiveram um grande sucesso durante a temporada de premiações de 2006. Muitas associações de críticos de cinema, como a Broadcast Film Critics Association e o National Board of Review, consideraram-no o melhor longa-metragem de animação de 2006. Carros também receberam o título de Melhor Animação de 2006 da Rotten Tomatoes. Randy Newman e James Taylor receberam um Grammy pela canção "Our Town", que mais tarde foi indicada ao Oscar de Melhor Canção Original (um prêmio que perdeu para "I Need to Wake Up" de An Inconvenient Truth) . O filme também ganhou uma indicação ao Oscar de Melhor Animação, mas perdeu para Happy Feet. Carros também foi selecionado como o filme de família favorito no 33º People's Choice Awards. Talvez o prêmio de maior prestígio que Carros recebeu foi o primeiro Globo de Ouro de Melhor Filme de Animação. Carros também ganharam o maior prêmio de animação em 2006, o prêmio de Melhor Animação Annie. O filme também foi indicado para o Top 10 da AFI no gênero "Animação".

## Equipe
| Film                  | Director(s)                              | Producer(s)                               | Executive Producer(s)             | Writer(s) | Composer(s)       | Editor(s)        |
| Main series           | Main series                              | Main series                               | Main series                       | Main series | Main series       | Main series      |
| --------------------- | ---------------------------------------- | ----------------------------------------- | --------------------------------- | --- | ----------------- | ---------------- |
| Cars                  | John Lasseter co-directed by: Joe Ranft  | Darla K. Anderson                         |                                   | screenplay by: Dan Fogelman, John Lasseter, Joe Ranft, Kiel Murray, Phil Lorin & Jorgen Klubien story by: John Lasseter, Joe Ranft & Jorgen Klubien | Randy Newman      | Ken Schretzmann  |
| Cars 2                | John Lasseter co-directed by: Brad Lewis | Denise Ream                               |                                   | screenplay by: Ben Queen story by: John Lasseter, Brad Lewis & Dan Fogelman                                                                         | Michael Giacchino | Stephen Schaffer |
| Cars 3                | Brian Fee                                | Kevin Reher co-produced by: Andrea Warren | John Lasseter                     | screenplay by: Kiel Murray, Bob Peterson & Mike Rich story by: Brian Fee, Ben Queen, Eyal Podell & Jonathon E. Stewart                              | Randy Newman      | Jason Hudak      |
| Spin-offs             |                                          |                                           |                                   | |                   |                  |
| Planes                | Klay Hall                                | Traci Balthazor-Flynn                     | John Lasseter                     | screenplay by: Jeffrey M. Howard story by: John Lasseter, Klay Hall & Jeffrey M. Howard                                                             | Mark Mancina      | Jeremy Milton    |
| Planes: Fire & Rescue | Bobs Gannaway                            | Ferrell Barron                            | Bobs Gannaway & Jeffrey M. Howard | screenplay by: Jeffrey M. Howard story by: John Lasseter, Klay Hall & Jeffrey M. Howard                                                             | Mark Mancina      | Jeremy Milton    |

## Outras mídias

### Jogos eletrônicos
Em maio de 2007, o videogame Cars foi anunciado como "Platinum Hit" no Xbox, "Greatest Hit" no PlayStation 2 e PlayStation Portable e Player's Choice no GameCube. Duas sequências foram lançadas, Cars Mater-National Championship e Cars Race-O-Rama. Um videogame baseado em Cars 2 foi desenvolvido pela Avalanche Software e publicado pela Disney Interactive Studios para PlayStation 3, Xbox 360, Wii, PC e Nintendo DS em 21 de junho de 2011. A versão do jogo para PlayStation 3 foi considerada compatível com a jogabilidade 3D estereoscópica. Em outubro de 2014, a Gameloft lançou Cars: Fast as Lightning, um jogo de corrida personalizável de construção de cidades para plataformas de smartphone.

### Filmes semelhantes
Desde o início, pelo menos duas séries de vídeos inspiradas ou direto para aparecer, A Cars Life e The Little Cars, que chegaram a ser mockbusters.
Também foi notado que a trama de Carros tem uma semelhança impressionante com a de Doc Hollywood, a comédia romântica de 1991 que estrela Michael J. Fox como um jovem médico famoso que, após causar um acidente de trânsito em uma pequena cidade, é condenado para trabalhar no hospital da cidade, se apaixona por um estudante de direito local e acaba adquirindo uma apreciação pelos valores da pequena cidade.

#### Autobots
O Autobots foi lançado em julho de 2015 pelas empresas chinesas Bluemtv e G-Point. Em 1º de janeiro de 2017, a Disney e a Pixar foram indenizadas por danos em seu processo contra as duas empresas. O Tribunal Popular da Nova Área de Shanghai Pudong decidiu que o filme chinês intitulado Os Autobots era uma cópia ilegal de Carros, portanto multou o produtor e distribuidor do filme no equivalente a US $ 194.000. Em sua defesa, o diretor Zhuo Jianrong afirmou nunca ter visto Carros.

#### A Cars Life
A Cars Life foi uma série animada pela UAV Corporation e distribuída pela Allumination Filmworks. Houve um total de três filmes emitidos de 2006 a 2012.

#### Os Carrinhos
Os Carrinhos é uma grande série animada pela Vídeo Brinquedo e distribuída pela Branscome International. Houve um total de oito filmes emitidos de 2006-2011. A Vídeo Brinquedo considera que seu mockbuster segue uma abordagem "Bollywoodiana" de pegar emprestado de Hollywood.
Marco Aurélio Canônico, da Folha de S.Paulo, que criticou a série Os Carrinhos como uma cópia do filme Carros, discutiu se os processos da Pixar apareceriam. O Ministério da Cultura publicou o artigo de Marco Aurélio Canônico em seu site.

## Atrações de parques temáticos

### Cars Land
Cars Land é um terreno de 12 acres localizado na Disney California Adventure que contém uma recriação em tamanho real da cidade de Radiator Springs da franquia Cars. O terreno inclui restaurantes, lojas e três brinquedos: Mater's Junkyard Jamboree, Luigi's Rollickin 'Roadsters e Radiator Springs Racers, a principal atração do "E-Ticket" que é um dos passeios mais caros que a Disney já construiu em um custo de mais de $200 milhões. Radiator Springs Racers permite que os convidados corram uns contra os outros em Ornament Valley enquanto encontram vários personagens de Carros. A Cars Land foi inaugurada em 15 de junho de 2012 com a conclusão da expansão do Disney California Adventure junto com a Buena Vista Street .
O Rollickin 'Roadsters de Luigi foi inaugurado em 7 de março de 2016, e substituiu o Luigi's Flying Tires, uma atração Cars Land original que fechou em fevereiro de 2015 após reclamações e lesões.

### Cars Four Wheels Rally
Cars Four Wheels Rally (francês: Cars Quatre Roues Rallye) é uma atração do Toon Studio no Walt Disney Studios Park na Disneyland Paris em 2007. A atração foi inaugurada um ano depois que Carros exibiu sua primeira exibição em 9 de junho de 2007.  Definição da atração é estação de serviço de carro na pequena cidade de Radiator Springs localizado no deserto. A atração é cercada por rochedos que imitam as formações rochosas do Grand Canyon. O sistema de passeio é um Zamperla Demolition Derby altamente temático.
Os passageiros começam a atração sentando-se em um dos veículos genéricos em forma de carro. Os veículos estão localizados em um dos quatro platôs giratórios. O layout da atração é semelhante à atração "Francis 'Ladybug Boogie" na Disney California Adventure e ao "Whirlpool" na Tokyo DisneySea, já que os veículos mudam automaticamente de um platô giratório para o outro. Os veículos mudam de platô enquanto realizam a inversão de rotação de oito veículos separados. Cars Race Rally foi o primeiro passeio da Disney em operação com o tema da franquia Cars.

### Lightning McQueen's Racing Academy
A Lightning McQueen's Racing Academy é uma atração de show de personagens ao vivo apresentada por Lightning McQueen localizada em Sunset Boulevard no Disney's Hollywood Studios, inaugurada em 31 de março de 2019 A Racing Academy de Lightning McQueen é a primeira de muitas novas atrações que chegam ao Hollywood Studios, parte de sua mudança de atrações tipo estúdio para atrações com propriedades da Disney, como Star Wars, Pixar e Marvel.
Muito parecido com a existente Monsters, Inc. Laugh Floor em Tomorrowland do Magic Kingdom, Turtle Talk with Crush em vários parques da Disney (incluindo o Epcot) e Stitch Encounter nos parques da Disney não americanos, a Lightning McQueen's Racing Academy permite que os visitantes interajam com o personagem. Nas demais atrações, os atores dublam os personagens, que são manipulados por meio de fantoches digitais - a manipulação de figuras animadas digitais em tempo real.

Enquanto os outros carros dos filmes Carros - Mater, Sally Carrera e Cruz Ramirez, por exemplo - aparecem nas telas durante o show, Lightning aparece na forma física de um carro.